# Luján
Luján est une ville de la province de Buenos Aires en Argentine. La ville est le chef-lieu du partido homonyme.

## Situation
Elle est localisée à 68 kilomètres au nord-ouest de la ville de Buenos Aires.
Ses coordonnées géographiques sont (34° 34′ 02″ S, 59° 06′ 24″ O).
Luján est considérée comme étant l'extrémité de l'axe occidental du grand Buenos Aires faisant partie de sa troisième couronne. Son centre urbain se trouve sur les rives du río Luján.
La ville a été fondée en 1755 et compte une population de 80 000 habitants.

## Religion
Luján est principalement connu pour sa grande basilique néo-gothique, construite en honneur de la Vierge de Luján, la sainte-patronne de l'Argentine. Chaque année, environ six millions de personnes suivent un pèlerinage à la basilique, certains venant à pied de Buenos Aires. La ville est connue comme la capitale de la foi et est un des lieux les plus visités de l'Amérique du Sud.
L'église a été construite par l'architecte français Ulderico Courtois à partir de 1889 et achevée en 1937. Ses tours dominent la ville à 106 m et possèdent des toits de cuivre et de bronze. Le plus haut clocher est complété par une petite statue de la Vierge de 38 cm de haut.
L'archevêché de Mercedes s'appelle depuis 1993 archevêché de « Mercedes-Luján ».

## Lieux et monuments
- Basilique Notre-Dame de Luján
- Château Naveira

## Personnalités liées à la ville
- Mónica Fein, maire de Rosario

## Galerie

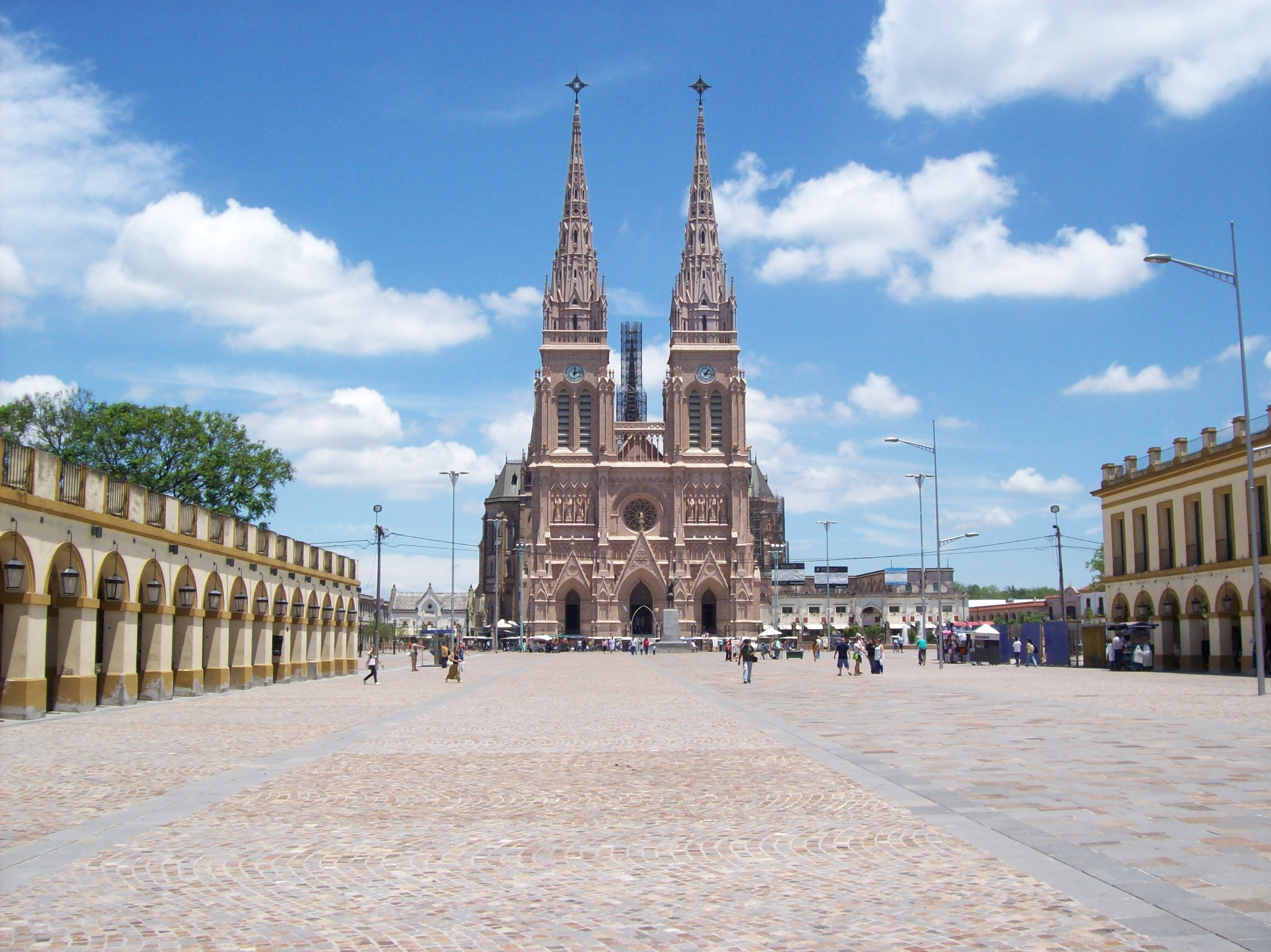
Basílica Nuestra Señora de Luján
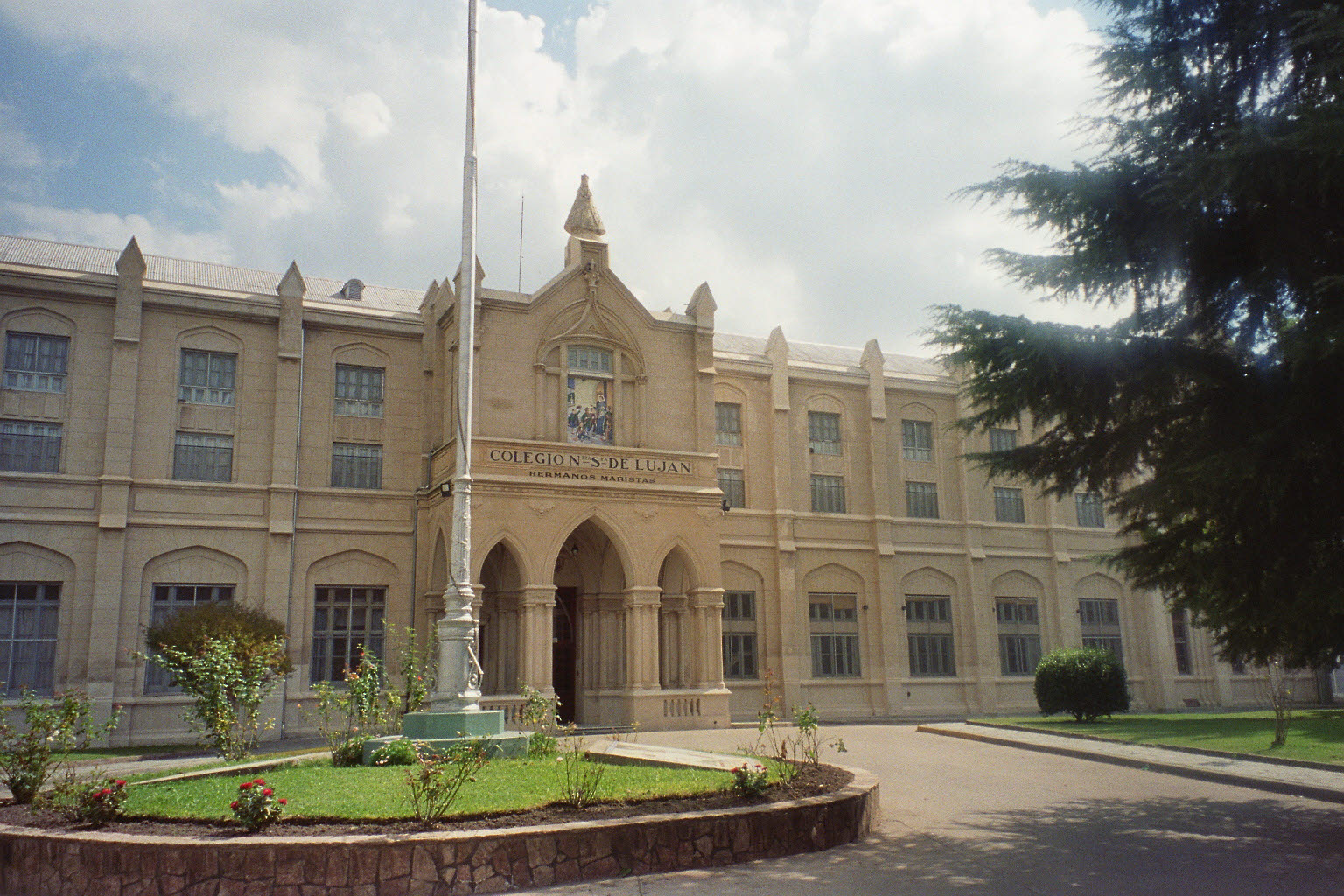
Colegio Marista
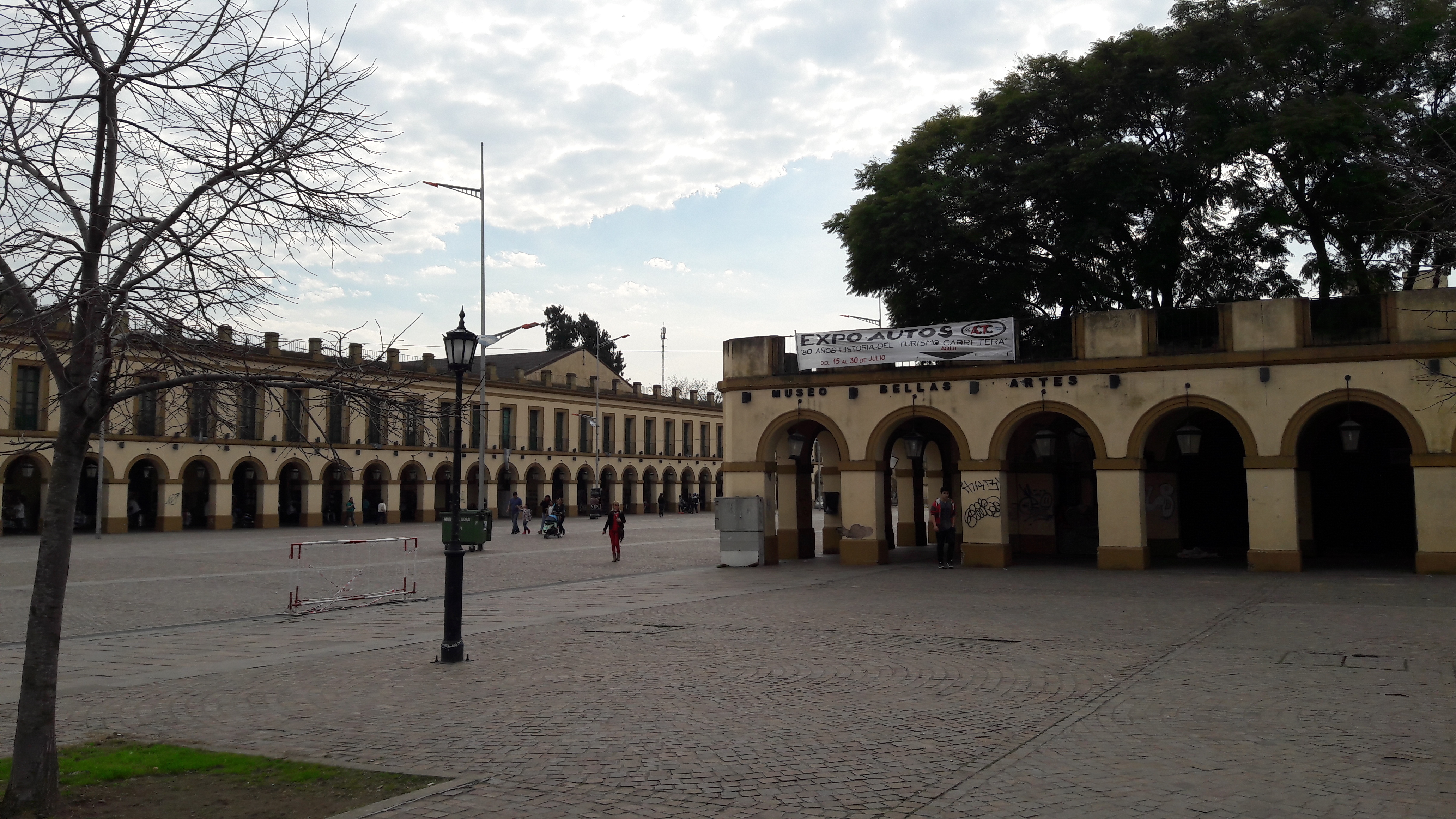
Museo de Bellas Artes
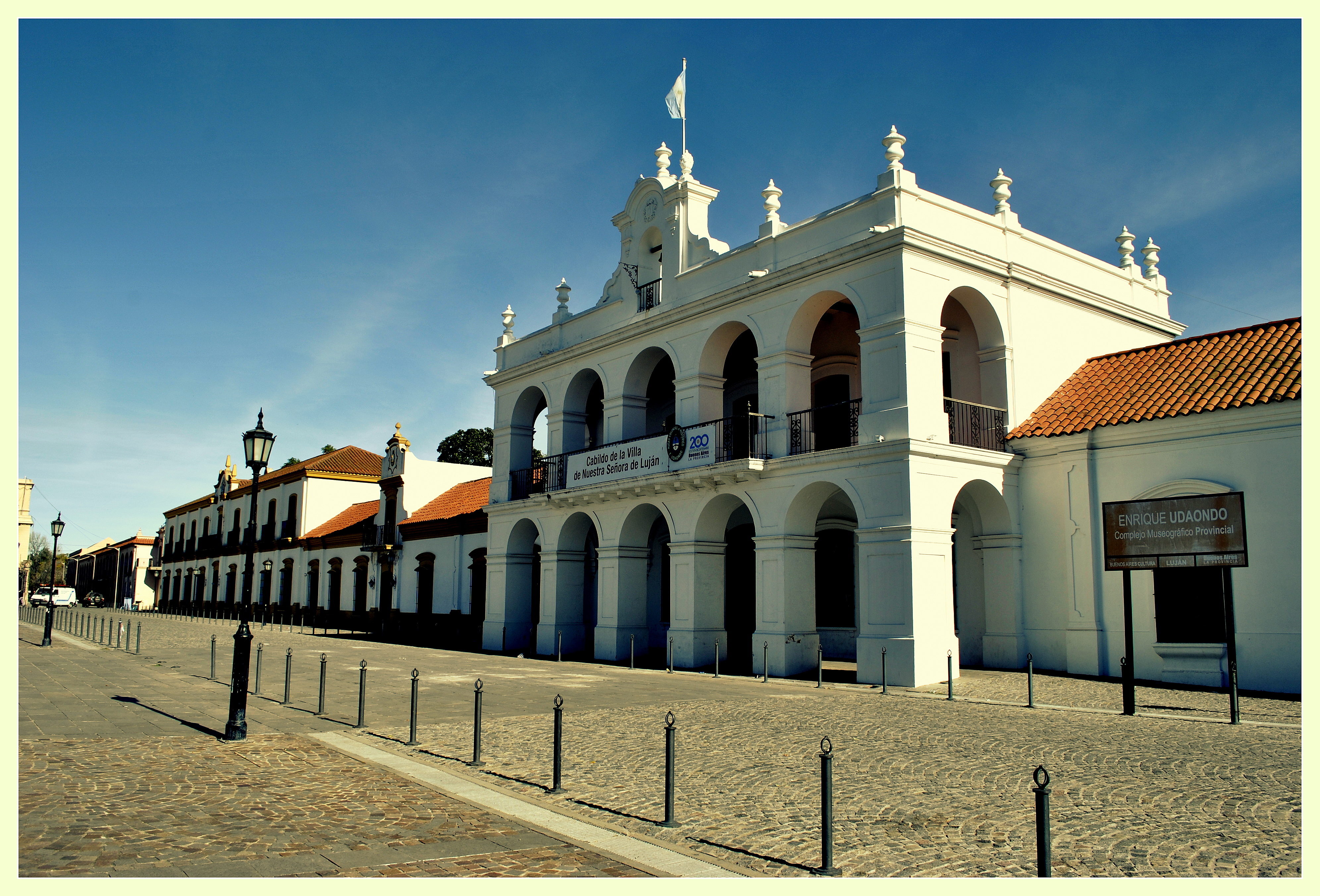
Museo Histórico Colonial